# Ађерола
Ађерола (итал. Agerola) је насеље у Италији у округу Напуљ, региону Кампанија.
Према процени из 2011. у насељу је живело 7348 становника. Насеље се налази на надморској висини од 670 м.

## Становништво
Према резултатима пописа становништва 2011. у општини је живело 7.373 становника.
| 1931. | 1936. | 1951. | 1961. | 1971. | 1981. | 1991. | 2001. | 2011. |
| ----- | ----- | ----- | ----- | ----- | ----- | ----- | ----- | ----- |
| 5.215 | 5.793 | 6.585 | 6.812 | 7.192 | 7.111 | 7.508 | 7.348 | 7.373 |

## Партнерски градови
- Сан Салваторе Монферато